# Мазуринское озеро
Мазуринское озеро — крупный водоём искусственного происхождения (на месте бывших торфоразработок) в черте городского округа Балашиха Московской области. Исток реки Горенки, впадающей в крупный левый приток Москвы-реки — Пехорку. В 1960—1980-х годах берег озера — оборудованная зона отдыха г. Москвы. К началу 2000-х, в результате увеличения сброса производственных стоков с Восточной водопроводной станции Мосводоканала и прекращения профилактических мероприятий по очистке, озеро превратилось в иловый полигон.
Находится на территории Горенского лесопарка. В настоящее время — зона экологического бедствия.
Вблизи озера (0,5 км к югу) расположена пассажирская платформа «Горенки» железнодорожной ветки Реутов—Балашиха Горьковского направления МЖД (с Курского вокзала).

## История

### Исток реки Горенки
В XIX веке территория на месте будущего озера представляла собой торфяное болото и луга. На восточной окраине располагался дом торфяников. Юго-западнее начиналась река Горенка.

### Образование озера
В 1843 году земли для покоса и торфяное болото перешли в собственность купцов Мазуриных. Митрофан Сергеевич Мазурин начал добычу торфа в качестве топлива для работы паровых машин Реутовской мануфактуры — болото было осушено и открыта разработка многовековых торфяных залежей. К концу XIX века торф был почти полностью выработан — образовалась округлая котловина, которая постепенно заполнялась водой, превратившись в крупный водоём. Для отдыха местных жителей Алексей Сергеевич Мазурин обустроил озеро, появившееся на месте торфоразработок. Как и все окрестные земли, озеро тоже называли Мазуринским, по фамилии фабрикантов и землевладельцев. В 1905 году Реутовская мануфактура и связанный с ней участок земли вокруг истока реки Горенки проданы Товариществу мануфактур «Людвиг Рабенек». В 1912 году при строительстве однопутного участка железной дороги между Реутовской и Балашихинской мануфактурой сделан остановочный пункт «Горенка».

### Строительство очистной станции
Начавшиеся в 1930-е годы «великие сталинские стройки» затронули и Мазуринское озеро. Так, развернувшееся строительство Беломорско-Балтийского канала было продолжено строительством канала Москва-Волга, где помимо судоходной части в проекте было предусмотрено сооружение нового источника водоснабжения Москвы — Акуловского гидротехнического узла на реке Уча (с образованием обширного водохранилища) и водопроводного канала (длиной около 28 километров), соединяющего гидроузел со Сталинской насосно-очистной станцией (в 1961 году переименована в Восточную водопроводную станцию), недалеко от села Щитниково на Стромынском шоссе.
При строительстве станции и сооружений по утилизации её водопроводного осадка с 1937 по 1940 год использовался труд заключённых исправительно-трудового лагеря НКВД, управление которого находилось в селе Щитниково.
В 1937 году с началом работы Восточной водопроводной станции, Мазуринское озеро было включено в технологическую водоотводную цепь, после чего в него начал сбрасываться отход процесса коагулирования воды сульфатом алюминия (коагулят) — иловый осадок, образующийся при очистке речной воды.

### Эксплуатация озера
В связи с увеличением производительности водопроводной станции с конца 1930-х по 1950-е годы озеро подверглось изменениям. В его центре была сформирована разделительная дамба, были углублены исток реки Горенки и южная часть озера, ниже по течению установлены съёмные фильтры для задержки осадка, проложен дополнительный канал аварийного водосброса, соединяющийся с рекой Горенкой примерно в полутора километрах от её истока. Для сбора и сушки илового осадка построено шесть иловых карт — площадок-отстойников, соединённых между собой сетью трубопроводов.
После распада СССР было принято решение о выводе из эксплуатации иловых карт и переходе на механическое обезвоживание осадка на сгустителях и центрифугах. С января 2010 г. на Восточной водопроводной станции Мосводоканала работают сооружения мехобработки осадка, что позволило исключить озеро из схемы очистки воды и освободить земельный участок площадью 25 гектаров для нужд города.

### Зона отдыха
По распоряжению Исполкома Моссовета (№ 1218 от 28.04.1962) территория, примыкающая к озеру, получила статус зоны отдыха нескольких районов Москвы (в частности, Куйбышевского и Сокольнического) и была благоустроена. С созданием зоны отдыха связывалось присоединение в 1960—1963 годах к Москве части Балашихинского района вместе с городом Балашиха. Согласно энциклопедии «Москва» (1980) глубина Мазуринского озера достигала 6 метров.
Благоустройство зоны отдыха включало: асфальтированные пешеходные и автомобильные дороги с электроосвещением, пляжи и игровые площадки с кварцевым песком на северном, восточном и юго-восточном берегах озера, обеспечение питьевой водой, кафе, пункт проката спортивного инвентаря, лодочная станция, спасательный пост, медицинский пункт, раздевалки и общественные туалеты, места для самостоятельного приготовления пищи и установки палаток — можно было остаться на ночь или на несколько дней.
Для перевозки отдыхающих к Мазуринскому озеру в выходные дни организовывались дополнительные автобусные и железнодорожные рейсы. Так, до 1991 года, существовал особый «поезд здоровья» — дополнительный электропоезд по маршруту «Москва-Курская — Горенки», который утром в субботу и воскресенье отправлялся из Москвы на 5 минут позднее основного рейса, а из Горенок уходил на 5 минут раньше основного (отправление из Москвы около 10:30, от Горенок — около 11:30).

### Современное состояние

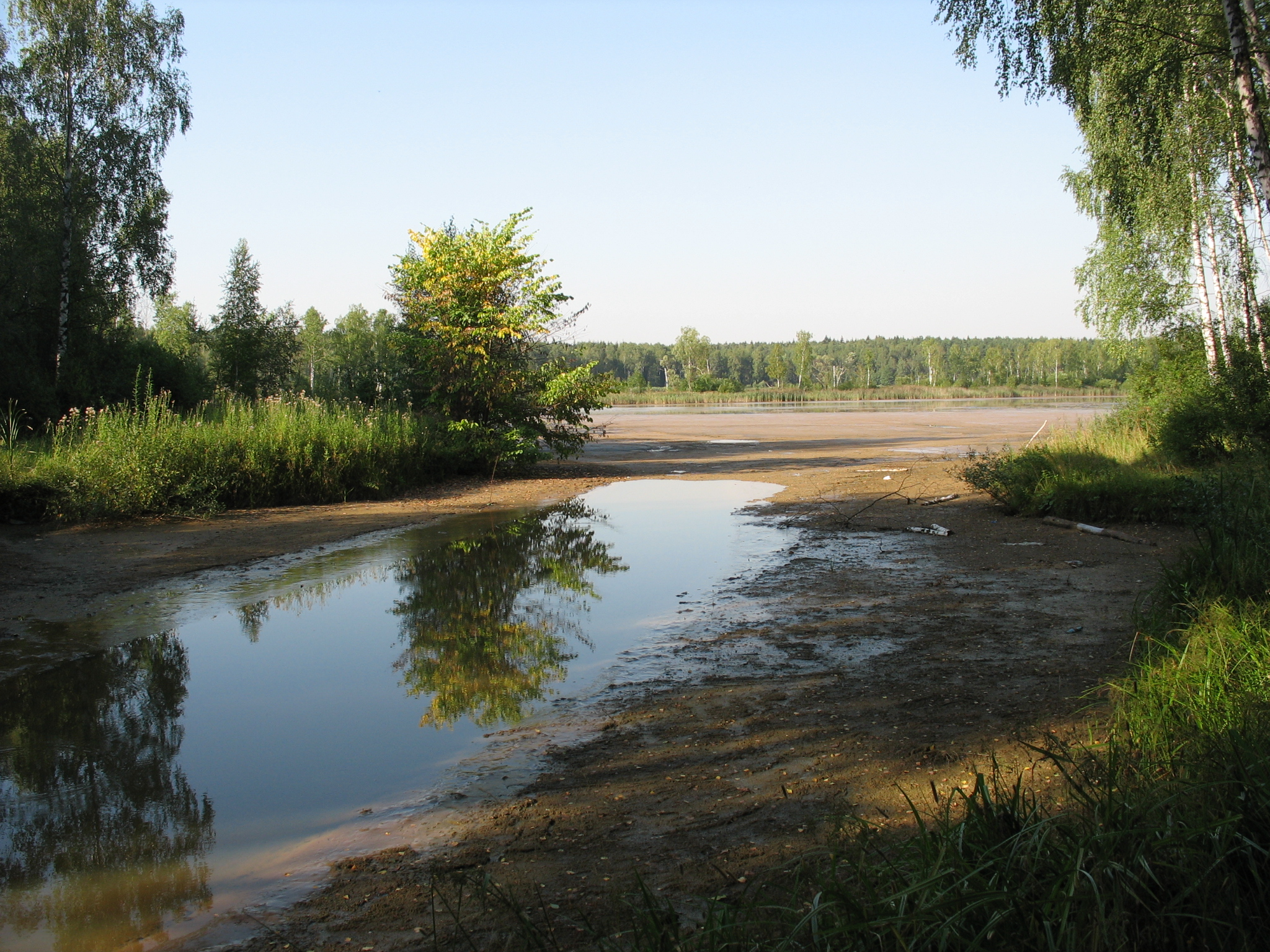
Озеро и исток Горенки, 2007 год.

В 1990-х годах следить за состоянием озера и прилежащих сооружений перестали, зона отдыха была фактически ликвидирована, а энергетические кабельные линии, элементы электрооборудования из цветных металлов расхищены. Водоём формально приобрёл статус технического. Сброс илового осадка пустили «на самотёк». Однако масштабы бедствия оставались скрытыми до 1998 года за счёт естественной способности водоёма к самоочищению.

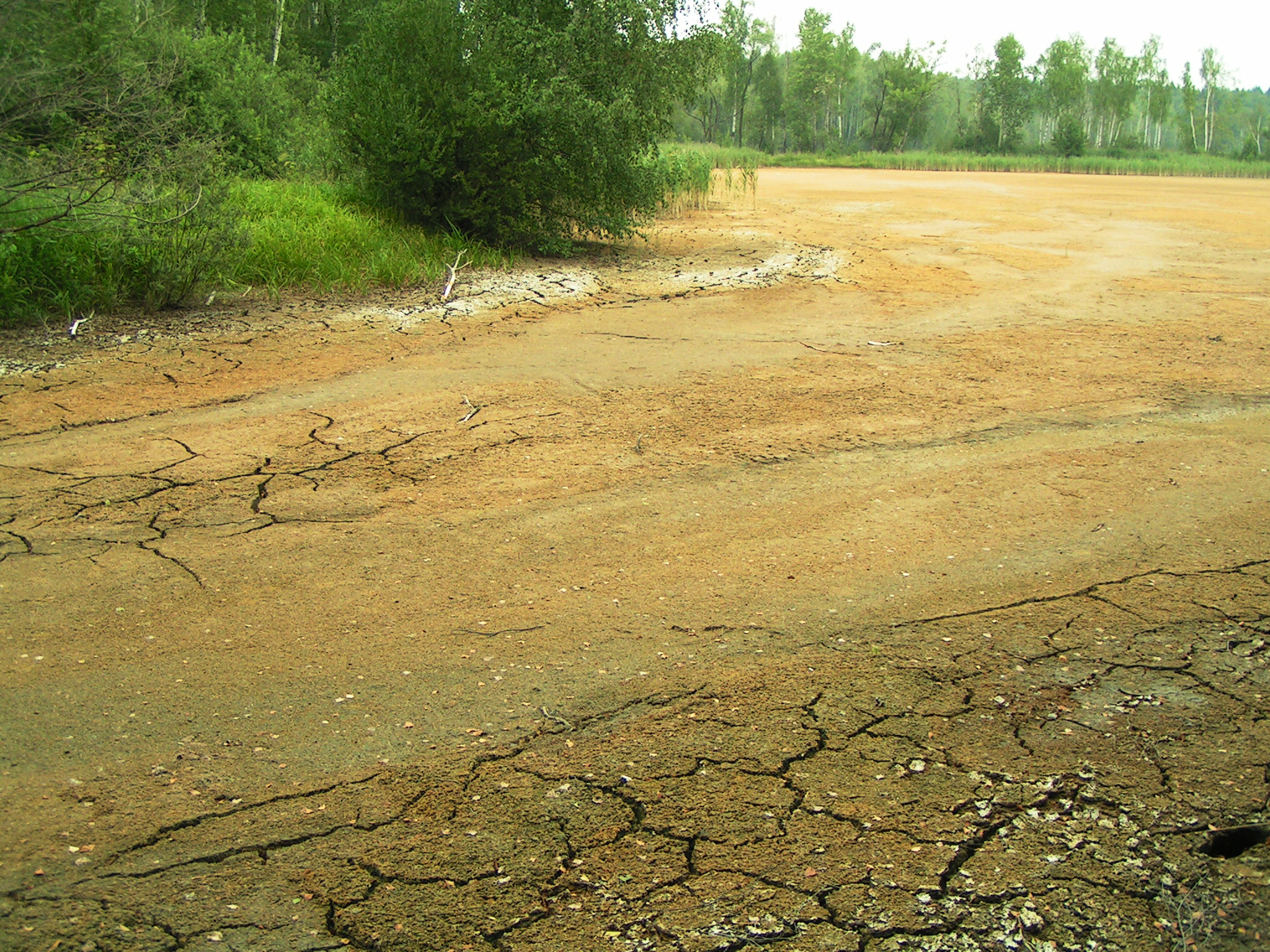
Озеро и исток Горенки, 2010 год.

В 1998 году, после утверждения новых требований к качеству питьевой воды, изменился процесс водоподготовки, количество сбрасываемого в озеро коагулята возросло и потенциал самоочищения водоёма был исчерпан. Менее чем за десять лет производственные стоки полностью вытеснили из водоёма чистую воду, уничтожив флору и фауну — озеро превратилось в иловый полигон. Значительный объём илового осадка был вынесен ниже по течению в реку Горенку и в каскад Вишняковских прудов, являющихся частью памятника истории и архитектуры — усадьбы «Горенки». Ситуация усугублялась тем, что никаких работ по очистке и ремонту фильтрационных сооружений Мосводоканал не проводил — со временем они пришли в негодность.
Засушливым летом 2010 года вода полностью ушла из озера, а исток реки Горенки прекратил своё существование — разрушенные проточные фильтры истока были демонтированы, вместо них сооружён завал из бетонных плит для предотвращения дальнейшего выноса илового осадка ниже по течению. Теперь питание реки осуществляется за счёт редких ручьёв и искусственного канала водосброса Восточной водопроводной станции.
В 2011 году работы по очистке иловых карт станции профинансированы Мосводоканалом на 144,6 млн руб. Оценочно, для очистки Мазуринского озера и истока реки Горенки потребовался бы объём финансирования в пять раз больше, то есть около 725 млн руб. (в ценах 2011 года).
В течение всего года в озеро поступает небольшой объём воды как сток поверхностных вод и по путям производственных стоков. Площадка озера и истока реки покрывается водой на несколько десятков сантиметров (зимой вода идёт под снегом), при этом выходить на места, постоянно или временно заполненные водой, опасно из-за риска засасывания вглубь. Наблюдается заболачивание северного берега озера. При этом территория вокруг озера до сих пор используется для прогулок и активного отдыха. Очевидцы отмечают наличие в озере разных видов рыб и птиц.
По данным публичной кадастровой карты Росреестра на 2019 год участок, на котором располагаются Мазуринское озеро и русло реки Горенка до её пересечения с железнодорожным путём ветки Реутов—Балашиха Горьковского направления МЖД — не разграниченная государственная собственность. Участки, примыкающие к озеру и истоку реки, относятся к категории земель лесного и водного фонда, а также к промышленным землям.

## Перспективы восстановления
Мазуринское озеро входит в состав водоотводящих сооружений Восточной водопроводной станции Мосводоканала. Есть действующее решение Министерства экологии и природопользования Московской области о предоставлении водного объекта в пользование для сброса производственных сточных вод Мосводоканала от 16.04.2010. После изменения схемы утилизации Мосводоканал прорабатывал вопрос о передаче земельного участка иловых карт Восточной водопроводной станции под инвестиционное строительство. Рассматривался проект очистки озера и строительства на его берегу нового микрорайона «Мазуринский». Сейчас строительство жилых домов на участках, примыкающих к озеру, не планируется.
Жители Балашихи обращаются в органы власти и СМИ, организуют петиции с требованием восстановления Мазуринского озера как водоёма, безопасного для купания. Такая инициатива обосновывается историческим опытом функционирования здесь зоны отдыха. Однако практика по организации купальных зон вблизи городов указывает на недостаточность очистки воды на объекте — требуется модернизация системы канализации города, изменение стоков дождевых вод, развёртывание системы прогнозирования осадков и ветра для оперативного закрытия пляжа в случае избыточного увлажнения и попадания городских отходов.